# Roussayrolles
Roussayrolles (okzitanisch: Rossairòlas) ist eine französische Gemeinde mit 85 Einwohnern (Stand: 1. Januar 2022) im Département Tarn in der Region Okzitanien (vor 2016 Midi-Pyrénées). Administrativ ist sie dem Arrondissement Albi zugeteilt und sie ist Teil des Kantons Carmaux-2 Vallée du Cérou (bis 2015 Vaour). 

## Geografie
Roussayrolles liegt etwa 35 Kilometer nordwestlich von Albi. Umgeben wird Roussayrolles von den Nachbargemeinden Féneyrols im Norden, Marnaves im Osten, Tonnac im Süden und Osten, Vaour im Süden und Westen sowie Saint-Michel-de-Vax im Nordwesten.

## Bevölkerungsentwicklung
| Jahr                      | 1962 | 1968 | 1975 | 1982 | 1990 | 1999 | 2006 | 2013 |
| ------------------------- | ---- | ---- | ---- | ---- | ---- | ---- | ---- | ---- |
| Einwohner                 | 72   | 68   | 79   | 80   | 66   | 63   | 68   | 74   |
| Quelle: Cassini und INSEE |      |      |      |      |      |      |      |      |

## Sehenswürdigkeiten
- Kirche Notre-Dame